# فرج سالمين البحسني
فرج سالمين البحسني (و. 1955م –) سياسي، وقائد عسكري في القوات المسلحة اليمنية، ولد في غيل باوزير، حضرموت، يحمل رتبة لواء ركن. عضو في مجلس القيادة الرئاسي، وقائد المنطقة العسكرية الثانية ومحافظ محافظة حضرموت سابقا.  نائپ رئيس المجلس الانتقالي الجنوبي

## مناصب
- عضو مجلس القيادة الرئاسي 7 أبريل 2022.[3]
- نائب المجلس الانتقالي الجنوبي 8 مايو 2023
- محافظ لمحافظة حضرموت رئيس المجلس المحلي (منذ 2017 وحتى 31 يوليو 2022).[1]
- قائد المنطقة العسكرية الثانية (منذ 2015 حتى 13 أغسطس 2022).[2]
- مدير رئيس الأركان للقوات المسلحة (1990-1994).
- قائد سلاح المدفعية في جنوب اليمن (1986-1990).

| مناصب عسكرية            | مناصب عسكرية                                       | مناصب عسكرية               |
| ----------------------- | -------------------------------------------------- | -------------------------- |
| سبقه محسن ناصر قاسم حسن | قائد المنطقة العسكرية الثانية 2015 - 13 اغسطس 2022 | تبعه فائز منصور سعيد قحطان |
| المناصب السياسية        |                                                    |                            |
| سبقه أحمد بن بريك       | محافظ محافظة حضرموت يوليو 2017 - يوليو 2022        | تبعه مبخوت مبارك مرعي      |